# Marek Jakubiak (historyk)
Marek Aleksander Jakubiak (ur. 14 września 1977 w Warszawie) – polski historyk, doktor habilitowany nauk humanistycznych. Specjalizuje się w historii szkolnictwa wyższego i oświaty oraz historii administracji. Profesor nadzwyczajny Wydziału Administracji i Nauk Społecznych Politechniki Warszawskiej.

## Życiorys
W 2001 został absolwentem Instytutu Historycznego Uniwersytetu Warszawskiego. Stopień doktora uzyskał w 2005 na podstawie pracy zatytułowanej Relacje państwo – Kościół katolicki na tle polityki wychowawczo-oświatowej sanacji na Wydziale Nauk Historycznych i Społecznych Uniwersytetu Kardynała Stefana Wyszyńskiego, a w 2017 habilitował się, pisząc pracę pt. Akademickie szkolnictwo techniczne w Drugiej Rzeczypospolitej. W 2006 rozpoczął pracę w Kolegium Nauk Społecznych i Administracji, które w 2008 zostało przekształcone w Wydział Administracji i Nauk Społecznych Politechniki Warszawskiej, początkowo jako adiunkt, a od 2018 na stanowisku profesora nadzwyczajnego. Jest członkiem Towarzystwa Naukowego Płockiego.
W swojej działalności naukowej zajmuje się historią nauki i techniki, skupia się m.in. na historii szkolnictwa wyższego technicznego w okresie międzywojennym.
Jest autorem szeregu monografii, jak również publikował artykuły w czasopismach, takich jak „Energetyka”, „Przemysł Chemiczny”, „Przegląd Telekomunikacyjny” czy „Dzieje Najnowsze”.